# Elmsteiner Tal
Das Elmsteiner Tal ist eine Talregion im mittleren Pfälzerwald zwischen den Ortschaften Johanniskreuz und Frankeneck (Rheinland-Pfalz). Es ist benannt nach der größten Talgemeinde Elmstein. Durch das Tal fließt der Speyerbach, ein linker Nebenfluss des Rheins.

## Geographie

### Geographische Lage
Der größte Teil des Elmsteiner Tals liegt im Landkreis Bad Dürkheim, zwei kleinere Teilbereiche gehören zu Neustadt an der Weinstraße bzw. zum Landkreis Südliche Weinstraße. Das Tal ist 24 km lang und fällt in West-Ost-Richtung etwa von 470 auf 170 m ab.

### Gewässer
Den gewundenen Verlauf des Tals bestimmt der Speyerbach. Dieser entwässert mit seinen Nebenbächen, deren wasserreichste hier im Mittelgebirge der Helmbach und der Breitenbach sind, das Tal und die Höhen, die es umgeben.

### Berge
Die Erhebungen links, also nördlich des Tals, sind mit maximal 515,6 m (Mückenberg) deutlich niedriger als diejenigen rechts. Dort erreichen die Bloskülb 570 und der Brogberg 567 m. Der höchste Punkt des Tals im Westen, zugleich sein Beginn, liegt auf der Pfälzischen Hauptwasserscheide, die zur Wasserscheide Rhein/Mosel gehört und die in diesem Bereich die Einzugsgebiete von Speyerbach und Schwarzbach trennt. Im Osten endet das Tal an der Einmündung des Hochspeyerbachs in den Speyerbach.

## Sehenswürdigkeiten

### Bauwerke
Die vier mittelalterlichen Burgen über dem Tal, nämlich Elmstein, Breitenstein, Erfenstein und Spangenberg, sicherten den hier herrschenden Adelsgeschlechtern über Jahrhunderte ihre Vormachtstellung. Heute werden ihre Ruinen von Touristen besucht, nicht zuletzt wegen der Sage von der Ledernen Brücke; diese soll zwischen den Burgen Erfenstein und Spangenberg über den Speyerbach geführt haben.
Von den sonstigen historischen Bauwerken des Tals dürfte die Turmruine der 1488 errichteten Kirche in Appenthal am bekanntesten sein.

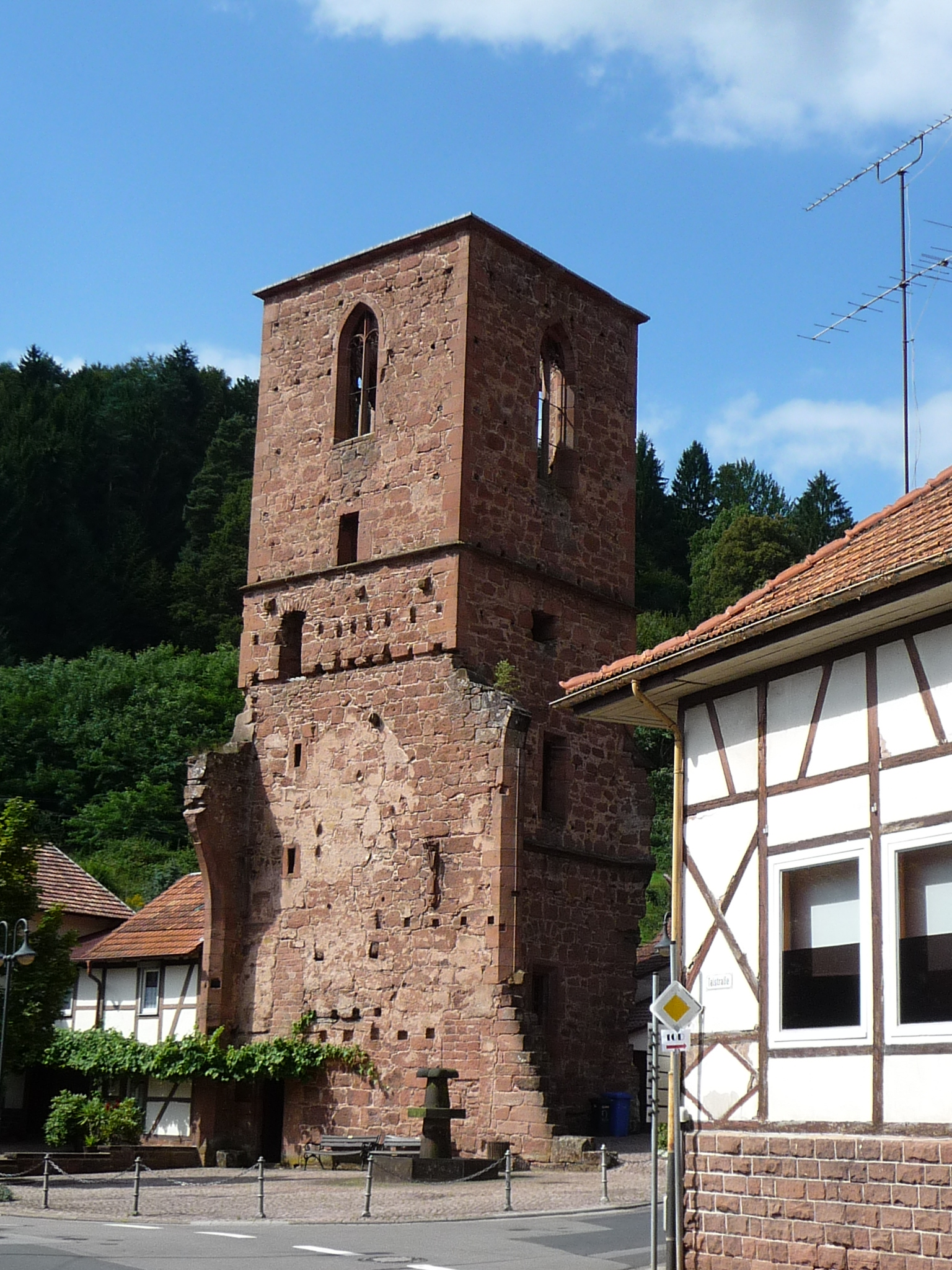
Kirchturmruine Appenthal
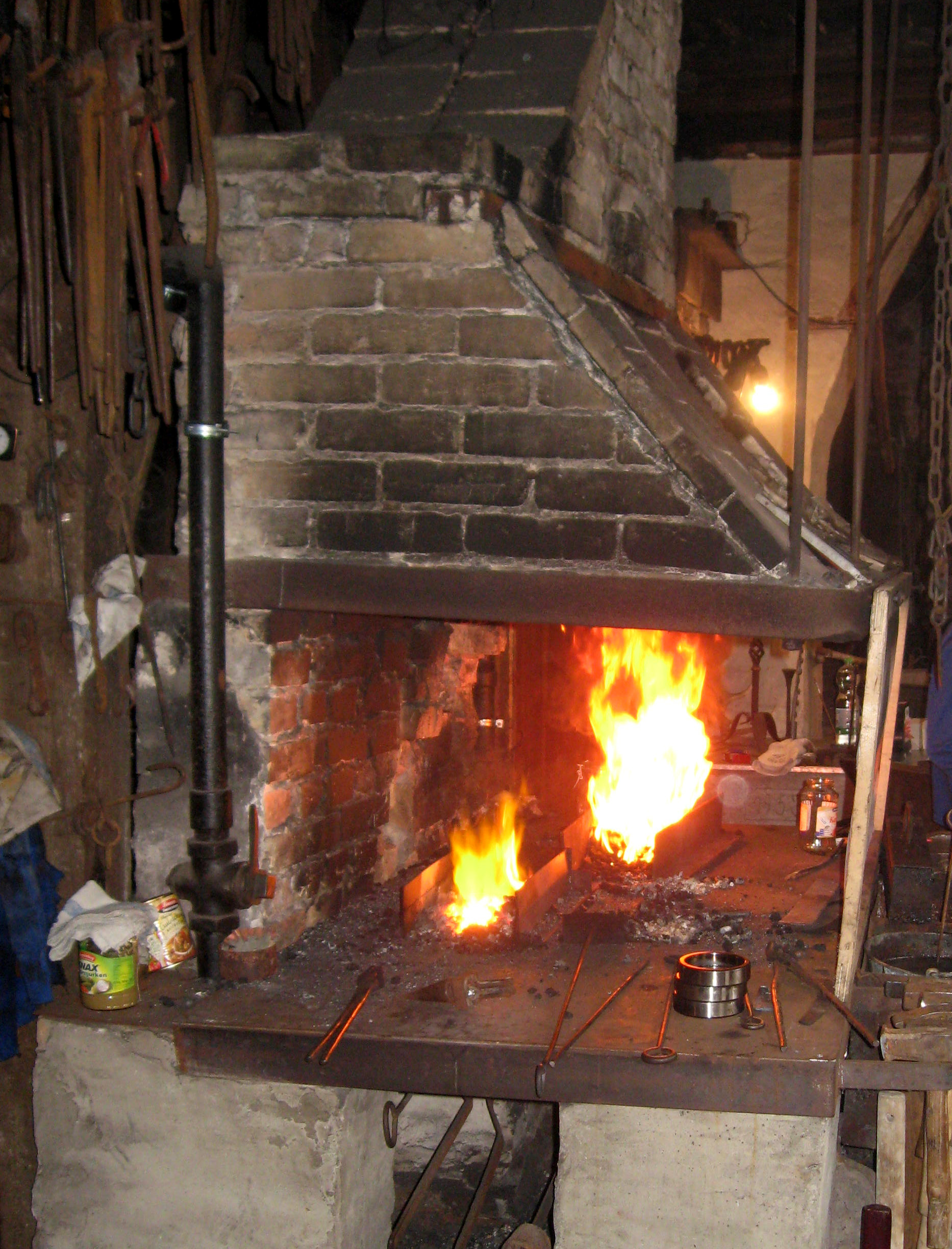
Wappenschmiede Elmstein
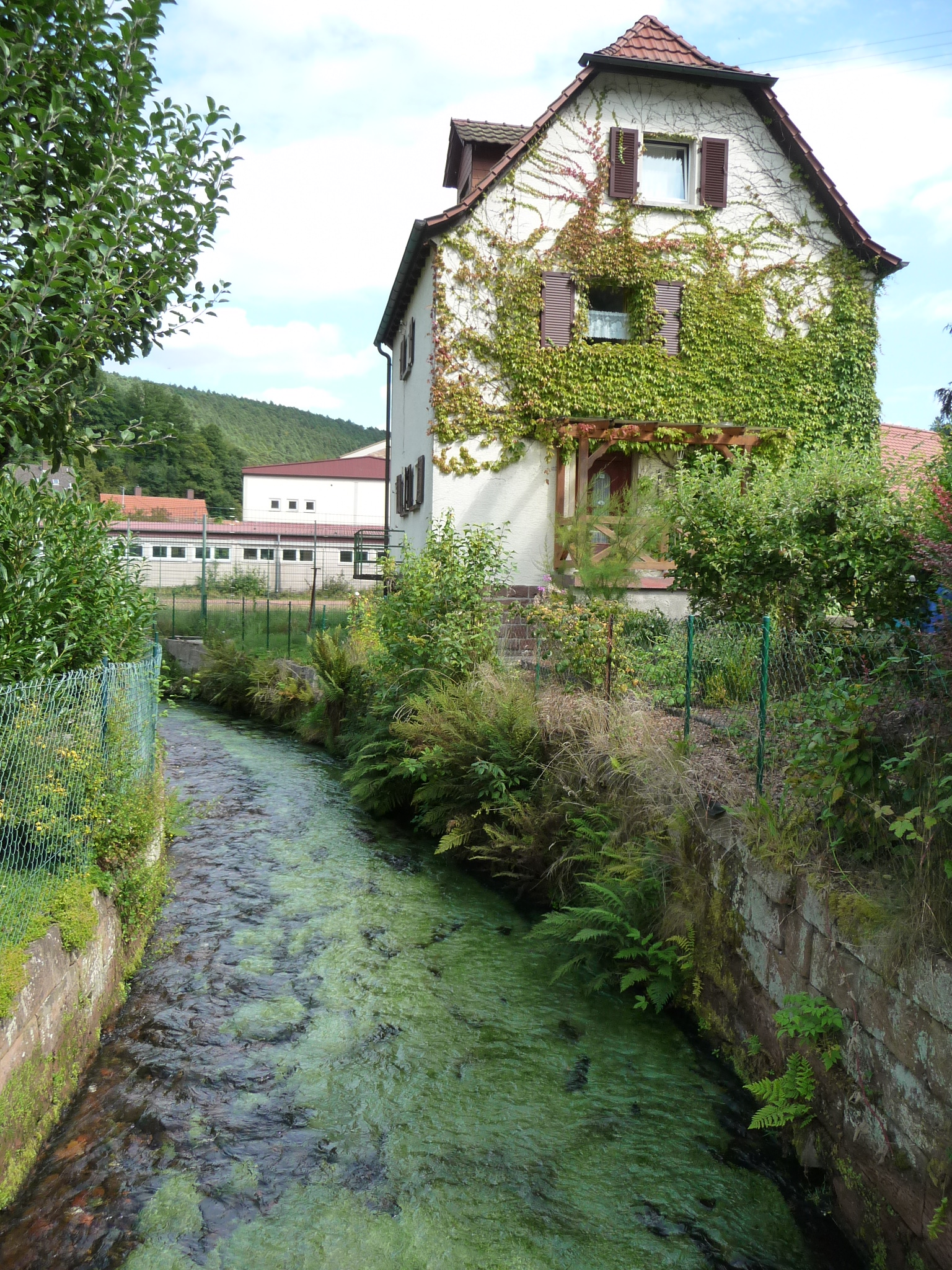
Speyerbach in Elmstein
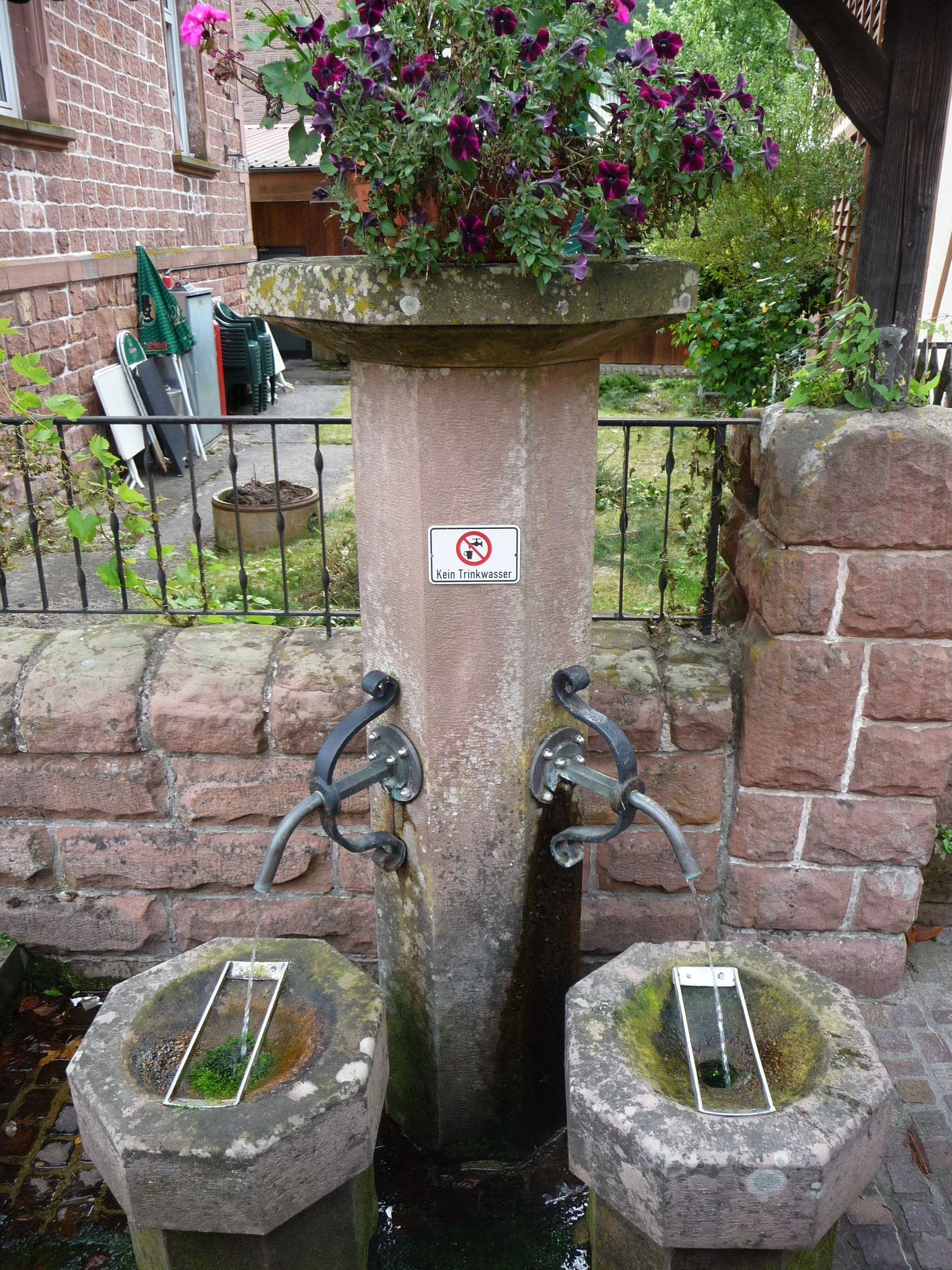
Brunnen in Elmstein

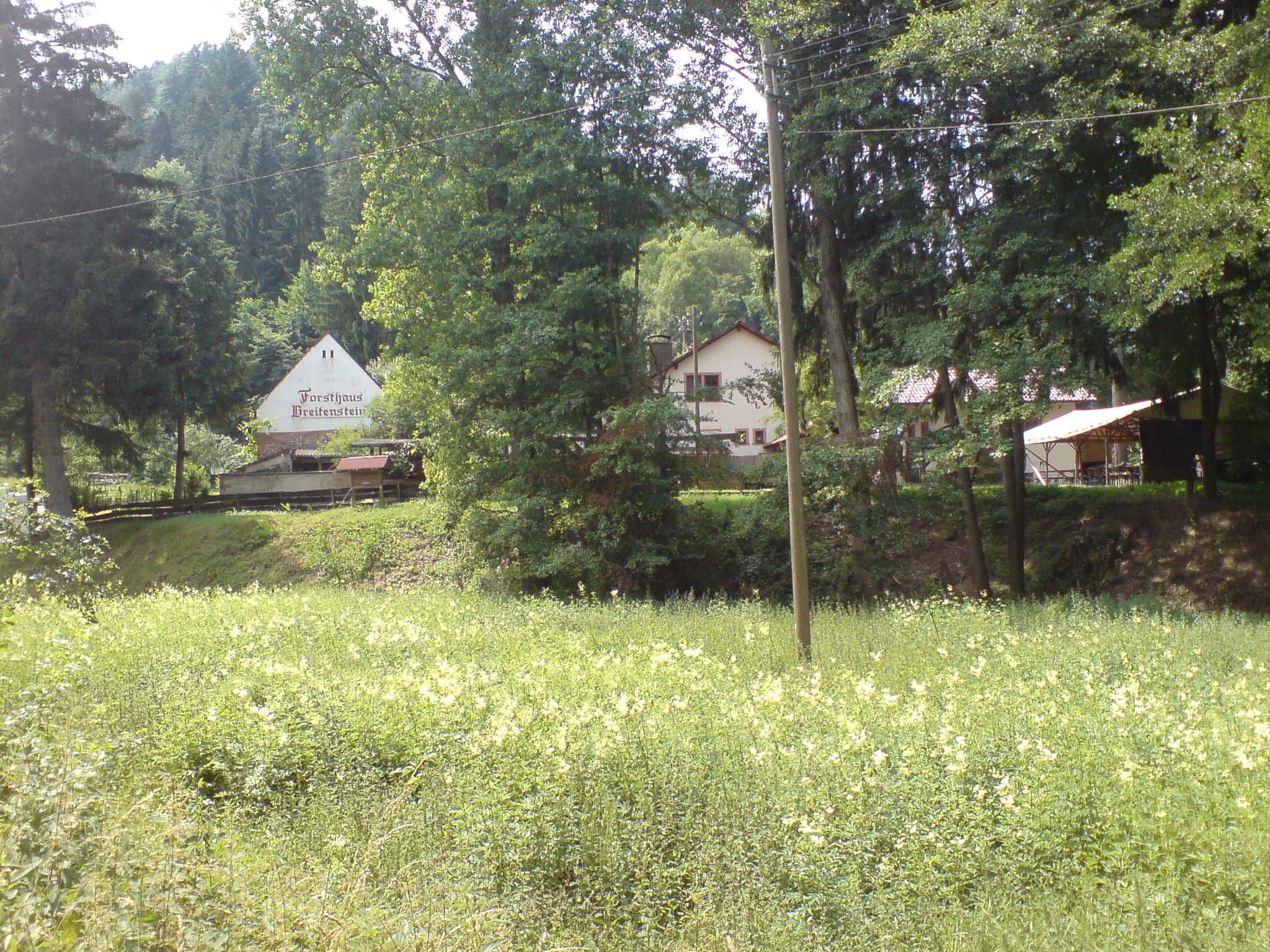
Forsthaus Breitenstein mit Speyerbach-Aue
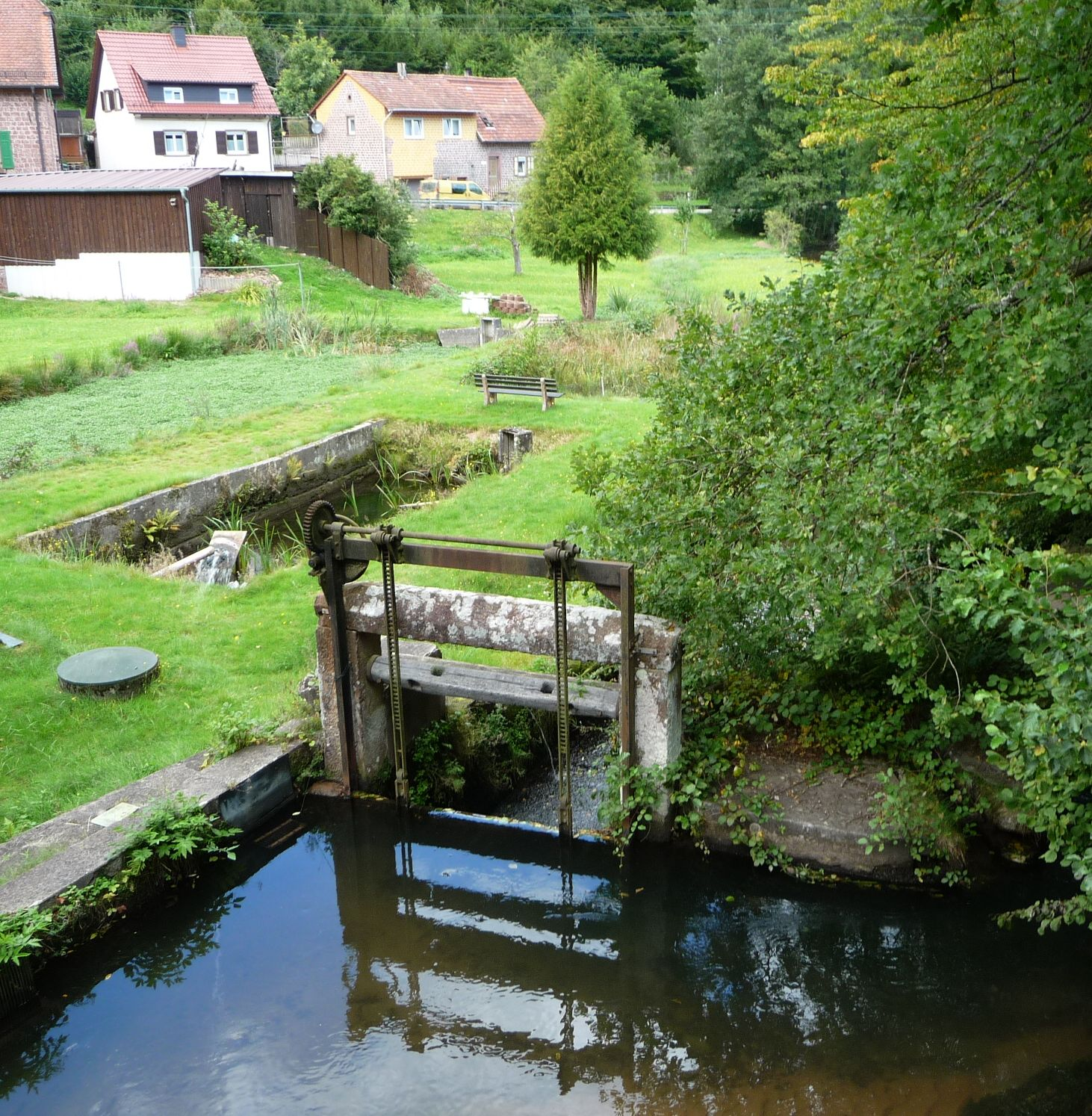
Speyerbach-Wehr in Erfenstein
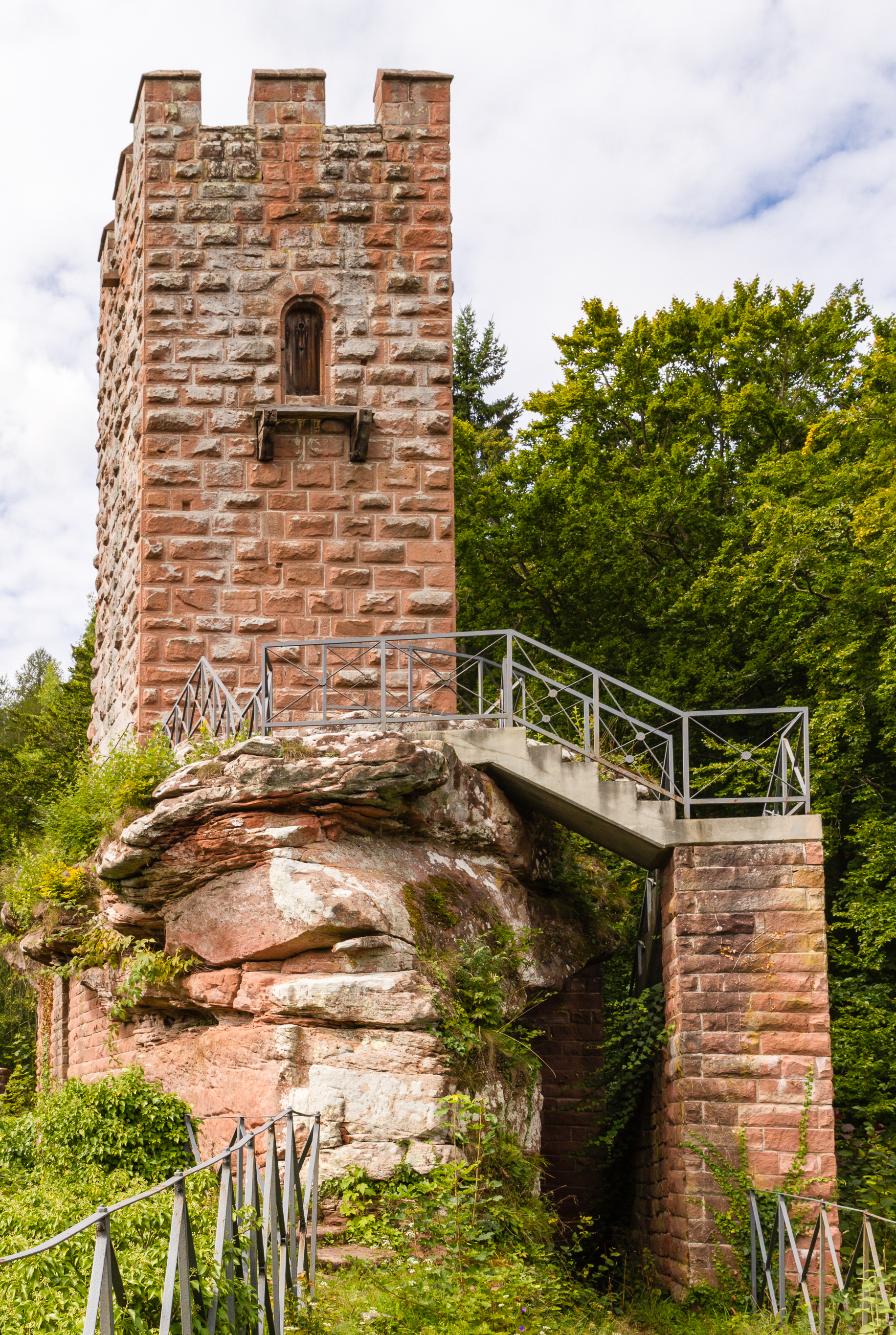
Burg Erfenstein
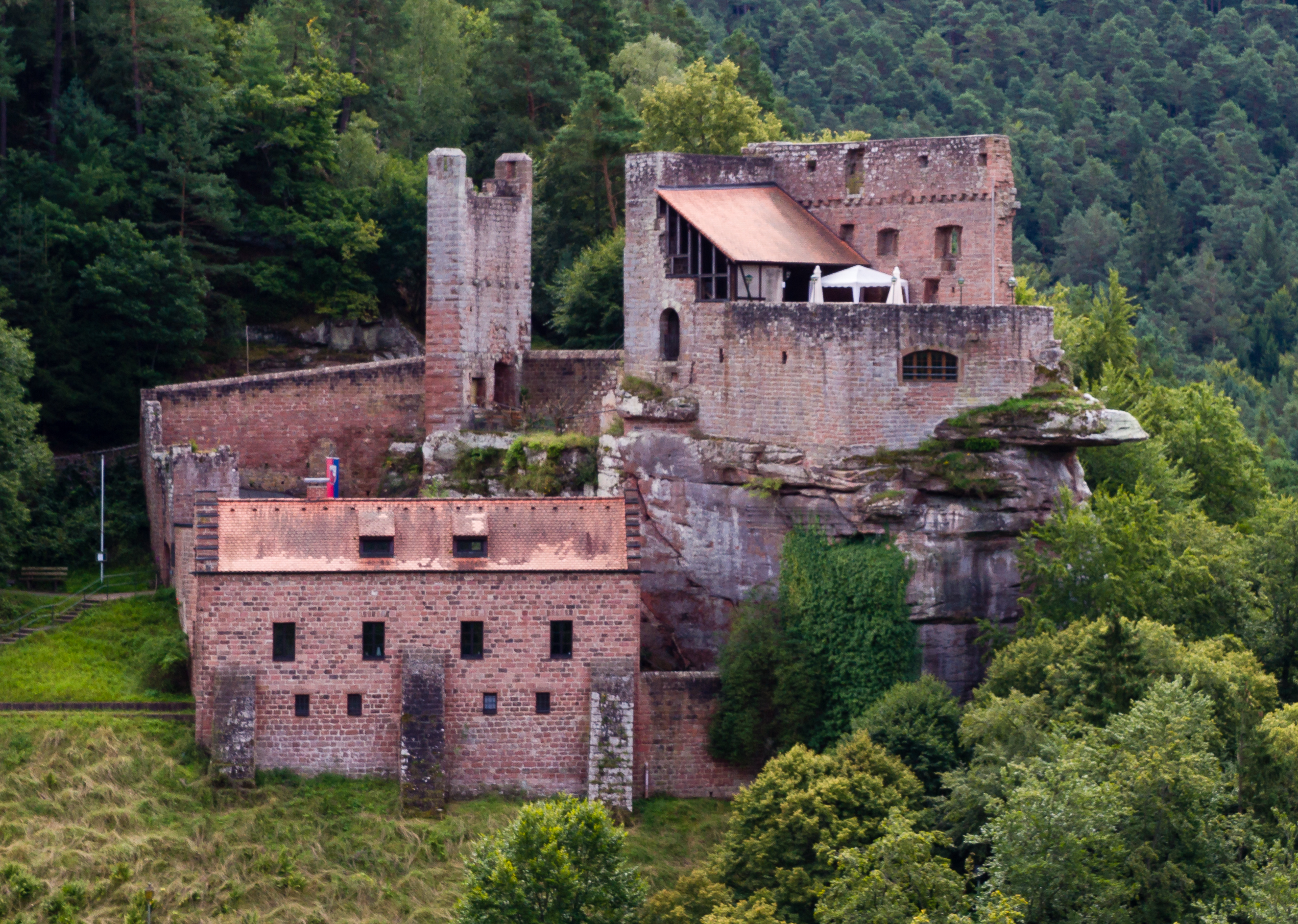
Burg Spangenberg

### Museen und Themenwanderweg
Drei Museen informieren in Elmstein über die Arbeit im Wald:
Zwei von ihnen befinden sich im gleichen historischen Gebäude: Das Waldarbeitsmuseum im Obergeschoss beschäftigt sich umfassend mit allen Tätigkeiten, die im Wald relevant waren. Die Wappenschmiede im Untergeschoss war ein Eisenhammer, der das Speyerbachwasser zur Energiegewinnung für das Schmiedehandwerk nutzte; heute wird hier elektrischer Strom erzeugt und ins öffentliche Netz eingespeist.
Die Alte Samenklenge hat speziell die Geschichte der Forstwirtschaft zum Thema und gibt Auskunft über Nutzung der Wälder, Samengewinnung und Aufforstung.
Die Infotafeln des Triftwanderwegs entlang des Speyerbachs erläutern die Technik der Trift. Die Touristinformation der Gemeinde Elmstein bietet geführte Wanderungen an.

## Wirtschaft und Infrastruktur

### Wirtschaft
Vom Mittelalter bis in die Neuzeit war in der gesamten Region die Forstwirtschaft der Haupterwerbszweig; zahlreiche Triftanlagen dienten dem Transport von Schnittholz auf den Bächen, deren Wasserkraft auch für den Antrieb von Mühlen und Hammerwerken genutzt wurde.

### Besiedlung
Das Elmsteiner Tal ist sehr dünn besiedelt, die Einwohnerzahl liegt unter 3000. Wichtigste Gemeinde ist Elmstein mit ihren kleineren Ortsteilen. Mit dem Rückgang der Forstwirtschaft pendeln immer mehr Bewohner des Tals zu auswärtigen Arbeitsplätzen.

### Verkehr

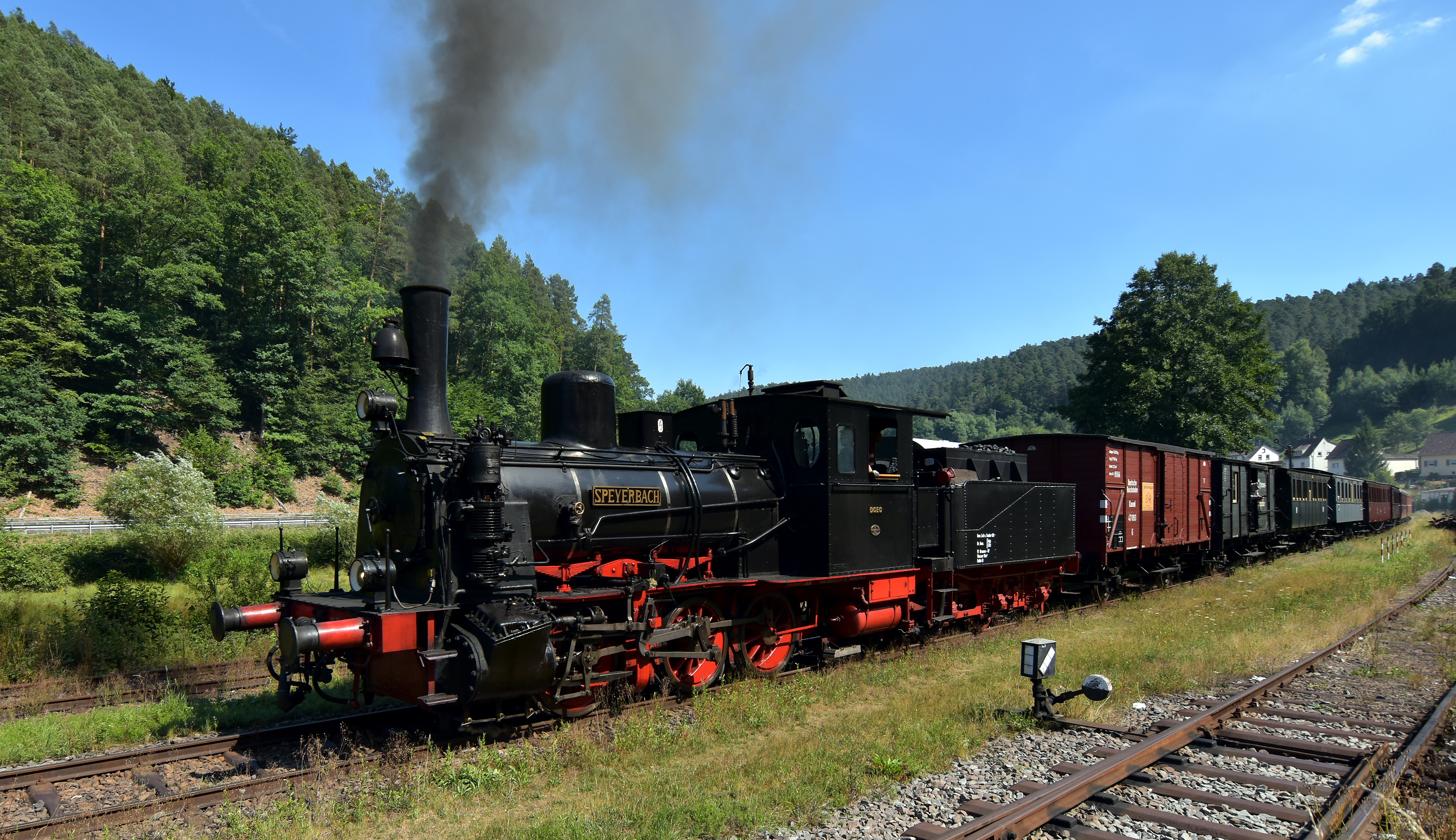
Kuckucksbähnel im Bahnhof Elmstein

Für den Straßenverkehr erschlossen ist das Tal durch die Landesstraße 499, die von Frankeneck nach Johanniskreuz führt und dabei die Bundesstraßen 39 (Frankenstein–Neustadt an der Weinstraße) und 48 (Hochspeyer–Bad Bergzabern) verbindet. Die Buslinie 517 führt von Neustadt nach Iggelbach, ihre Fahrzeit beträgt etwa eine Stunde.
Zur Verhinderung von Motorradunfällen ist die kurvenreiche Straße durch das Elmsteiner Tal an Wochenenden im Sommerhalbjahr (April bis Oktober) für den Motorradverkehr gesperrt; lediglich Anwohner – nicht Anlieger – dürfen während der Sperrzeit die Strecke mit dem Motorrad befahren.
Entlang des Speyerbachs von Frankeneck bis Elmstein verkehrt seit 1984, als die Strecke zu touristischen Zwecken reaktiviert wurde, eine Museumseisenbahn, das Kuckucksbähnel. Die Strecke war ursprünglich 1909 eröffnet worden, bis 1960 hatte Personenverkehr stattgefunden.